# VII. Olivér (regény)
Szerb Antal VII. Olivér című kisregénye 1941-ben jelent meg. A Széchenyi Irodalmi és Művészeti Rt. (Budapest) a kiadásában megjelent könyvben szerzőként A. H. Redcliffet tüntette fel, Szerb Antalt a könyv fordítójaként nevezik meg. Erre a kiadót és a szerzőt az akkori politika kényszerítette. Az angol címként megadott The sea serpent a könyvben többször emlegetett tengeri kígyó, szörny. A könnyen olvasható, vidám, cselekményes történetet az író dolgozta át színpadi vígjátéknak Ex címmel.
A kötelesség nem rózsaágy.

## Történet
VII. Olivér a képzelt dél-európai Alturia királya. Az ország főként a bor és a szardínia exportjától függ, a gazdasági helyzet rossz, az országban elégedetlenség tapasztalható. VII. Olivér nem jártas pénzügyi kérdésekben, a problémákat az országot modernizáló apjától örökölte. Az elégedetlenek összeesküvést szőnek VII. Olivér eltávolítására, a trónra Gerontot, Algarthe hercegét, Olivér nagybátyját kívánják ültetni.
|  | Alább a cselekmény részletei következnek! |

Az alturiai gazdaság megmentésének egyetlen módja a Coltor-szerződés elfogadása. Coltor gazdag ember a szomszédos Norlandiából. Meg akarja kapni Alturia teljes bor- és szardíniaiparát cserébe a gazdaság megmentéséért. Az üzlet megköveteli, hogy Olivér feleségül vegye Ortrud norlandiai hercegnőt. Oliver önmagában nem idegenkedik ettől, a hercegnőt gyerekkoruk óta ismeri. A szerződés ugyan nem nyeri el tetszését, de – minisztereihez hasonlóan – elfogadja, mert Alturiának nincs sok választási lehetősége. Mivel az esküvő és a szerződés aláírása küszöbön áll, az összeesküvőknek hamarosan cselekedniük kell. Az emberek ellenzik az esküvőt, nemcsak azért, mert ez a szerződés része, hanem azért is, mert Alturia katolikus ország, és a hercegnő protestáns.
Geront hetvenöt éves, rossz az egészségi állapota, szenilis. Alturiát jellemzi, hogy Gerontot a legkevésbé sem érdekli, hogy király legyen, inkább  kiterjedt művészeti gyűjteményével és annak bővítésével töltené az időt. Ennek ellenére Geront herceget szoros felügyelet alatt tartják, kevesen kereshetik fel. Az egyik kivételezett a festő Sandoval, aki csatlakozott az összeesküvőkhöz.
Az összeesküvést a titokzatos Névtelen Kapitány vezeti. Az összeesküvők összehangolt támadást indítanak VII. Olivér ellen, a lázadók behatolnak a palotába, a miniszterek megrémülnek és megpróbálnak elmenekülni vagy elrejtőzni. VII. Olivér, aki épp Ortrud hercegnő társaságában tölti idejét, lemond és száműzetésbe távozik. A puccs csúcspontján Sandoval rájön, hogy a Névtelen Kapitány maga VII. Olivér, a király maga vezeti a felkelőket. A király I. Geront lesz, de helyette a szókimondó újságíró, Delorme doktor az új miniszterelnök és Geront lánya, Clodia irányítja Alturiát. Sandovalt az új elit elhalmozza portrémegbízásokkal.
A száműzött uralkodót egyesek afrikai szafarin látták, mások Kansas Cityben és akad, aki Velencében. Clodia elküldi Sandovalt Velencébe, hogy bizonyosságot szerezzen Olivér hollétéről. Sandoval azonban inkább Velencét élvezi, mintsem Olivért keresi. Egyik nap belebotlik Olivér volt szárnysegédjébe, Mawiras-Tendal őrnagyba, aki épp egy megbízható festőt keres. Tőle megtudja, hogy Olivér Oszkár álnéven él és csalók egy csoportjával dolgozik, akiket Saint-Germain gróf vezet. A csoport Sandovalt is beszippantja, mert szükségük van egy hamis Tizián-képre, amelyet egy gazdag, de műveletlen amerikainak akarnak eladni. Az üzlet nem jön össze, mert rossz áldozatot választanak, egy New York-i Tizián-gyűjtőt. Olivér/Oszkár beleszeret a csapat fiatal nő tagjába, Marcelle Dubois kisasszonyba.
A csalók már elhagynák Velencét, amikor a szintén Velencében tartózkodó Coltor meglátja Oszkárt, és VII. Olivérként üdvözli. Oszkár félreértésként kezelné az affért, de Sain-Germain elhatározza, hogy átveri Coltort. A terve az, hogy Oszkár játssza el VII. Olivér szerepét, Marcelle Ortrud hercegnőt, az Olivért egyedüliként inkognitóban kísérő Mawiras-Tendal őrnagy pedig Mawiras-Tendal őrnagyot. Oszkárnak nem tetszik a terv, de Marcelle iránti érzelmei erősebbek.
A helyzetet bonyolítja, hogy Velencében feltűnik Antas gróf, VII. Olivér volt palotanagyja. Antas figyelmeztetni akarja Coltort, hogy át akarják verni, de Saint-Germain emberei keresztülhúzzák a gróf tervét. A grófra azonban felfigyel Harry Steel, a First lapok munkatársa is. Meghallgatja, de inkább kikérdezi Antast, és Saint-Germain és Coltor nyomába ered.
Az alturiai helyzet azóta rosszabbra fordult, a nép visszavárja VII. Olivért, aki hallani sem akar arról, hogy újra király legyen, Marcelle és a kalandos élet vonzóbb. Saint-Germain attól tart, hogy Oszkár nem lesz képes elhitetni Coltorral, hogy ő VII. Olivér, ezért a Lidón sétálva magyarázza el, mitől lesz a király király. Bérelt palotában ül össze a nagy megbeszélésre Coltor és az ál-valódi VII. Olivér Saint-Germain vezetésével. Coltor változatlanul meg kívánja kötni a forradalom miatt létre nem jött üzletet. 
A tárgyaláson Oszkár ráébred, hogy Coltorral sokkal jobb megállapodást köthet az eredetinél, ezért számos, a nép számára kedvező kikötést tesz – leginkább annak a reményében, hogy Coltor azokat nem fogja elfogadni, így ő maradhat Marcelle mellett. Az alkudozás egy pontján Steel Antas gróf társaságában rátör a tárgyaló felekre. Steel abban a hitben van, hogy leleplezi a csalókat, de Antas felismeri VII. Olivért, aki felfedi valódi kilétét. A megállapodást aláírják.
VII. Olivér diadalmasan tér vissza Alturiába, elveszi Ortrud hercegnőt. Marcelle elköszön a királytól és Sandovallal indul a világ felfedezésére. Saint-Germain sem fogadja el a király meghívását, társaival egy ritka fontos probléma megoldására Buenos Airesbe indul.
|  | Itt a vége a cselekmény részletezésének! |

## Szereplők
- VII. Olivér, Alturia uralkodója, II. Simon fia
- Geront, Algarthe hercege, majd I. Geront néven Alturia uralkodója, VII. Olivér nagybátyja
- Clodia, Geront lánya
- Milan Mawiras-Tendal őrnagy, VII. Olivér első szárnysegédje
- Antas gróf, palotanagy
- Pritanez, pénzügyminiszter
- Wermold gróf, testőrezredes
- Ortrud hercegnő, a norlandiai császár lánya
- Birker báró, Norlandia nagykövete Alturiában
- Coltor, norlandiai pénzember
- Névtelen Kapitány, a VII. Olivért megdöntő összeesküvés vezetője
- Sandoval, festő, összeesküvő
- Delorme doktor, előbb összeesküvő, később miniszterelnök
- Zizigan dobozgyáros, összeesküvő
- Torrer gumisarok-kereskedő, összeesküvő
- Partan, összeesküvő
- Oszkár, VII. Olivér álneve száműzetése idején
- Meyer úr, Mawiras-Tendal őrnagy álneve VII. Olivér száműzetése idején
- Saint Germain gróf, a csalók vezetője, pár oldalon át San Germano marchese
- Marcelle Dubois, Saint-Germain csoportjának tagja, Oszkár szerelme
- Honoré, összeesküvő, néhány oldalon át Zacchinto
- Baudrieu, összeesküvő
- Gervaisis, összeesküvő
- Valmier, összeesküvő
- Harry Steel, a First lapok munkatársa
- Jaques Eisenstein, a New York-i Tizián-galéria, képkereskedés tulajdonosa

## Értékelés
A regény olvasói szinte egyhangúlag említik meg, hogy a VII. Olivér néha Rejtő Jenő-i humorral bír. Szinte kivétel nélkül ajánlják olvasásra könnyedsége, fordulatossága és rövidsége okán.

### Havasréti József értékelése
„E mulatságos kisregényben szinte kristályos áttetszőséggel jelennek meg azok a problémák, melyeket Szerb a magasabb igényeket ostromló írásaiban mitológiai, históriai és lélektani díszletek között jelenített meg. Ilyen a gondolat, hogy az ember lényege (paradox módon) a lényeg hiánya, hogy a szerepjátszás egzisztenciális érték, hogy a külsőségek között elvesző emberi életnek nincs belső súlypontja, az életnek csak akkor van súlya, ha valaki transzcendens vonatkoztatási pontot talál magának; adott esetben a hivatást.
… Szerb arról értekezik, hogy az ember sorsát nem a származás határozza meg, hanem a státusz, amelybe beleszületik. … Szerb arról ír, hogy az arisztokrata státusza annyira determináló jellegű, hogy birtokosának nincs lehetősége átlépni egy másik státusz területére. Az ilyen ember státusza végzetszerű – ez az elgondolás van jelen az ekkortájt írott VII. Olivér történetében és tanulságaiban is. A kasztját elhagyó nemesember nem lehet később polgár, földműves, kézműves, kereskedő, de alkotó értelmiségi sem, hiszen, mint Szerb hangsúlyozza, a korszak tipikus értelmiségi figurája a polgár. Ha egy arisztokrata elhagyja státuszát, akkor szükségszerűen a sorson-kívüliség, a káosz sötétségébe lép át. E köztes világnak Szerb szerint a szélhámos a szimbolikus jelölője: „Az ember ebben a világban nem választhatja tetszése szerint életformáját, mert születése véglegesen kijelöli azt, és aki saját életformájából kiesik, nem cserélhet életformát, hanem a semmibe zuhan. A nemesember, aki inkább szélhámos lesz, semmint hogy dolgozzék (egyébként mit is dolgozhatna, rangjánál fogva nem ért semmihez), viselkedésével az arisztokratikus világrendet tartja tiszteletben, olyan negatív módon, mint ahogy a képmutató tiszteli az erkölcsi világrendet, mert ha nem tisztelné, akkor nem akarná, hogy erényesnek tartsák, hanem nyíltan vállalná ocsmányságait”. … Szerb életművének tanulságait illetően két irányban is továbbszőhetjük a gondolatmenetet: egyfelől a maguknak előkelő státuszt hamisító szélhámosok felé (Cagliostro, Szepetneki János, Saint-Germain); másfelől az előkelő státusz fogságából elmenekülő ál-szélhámos (ex)király, VII. Olivér alakja felé.”

– Havasréti Jószef: Szerb Antal XI. fejezet „Jellegzetes apró tények...” A királyné nyaklánca, 1943, 4. A végzet motívumai b) Státuszproblémák

### Péti Miklós kritikája[8]
Aki olvasta az Utas és holdvilágot, az ismerősnek találja a regény velencei környezetét, a tévedések és az instabil személyiségek témáját. Könnyű felismerni Szerb világában bizonyos helyek és bizonyos viselkedési módok jellegzetes erős kapcsolatát: az Utas és holdvilágban Velencében (és nem véletlenül ott) kezdtek rosszra fordulni a dolgok. Szerb indokolatlanul alulértékelt utolsó regénye azonban nem egyszerűen a legnépszerűbb fikciójának komikus adaptációja. Az Európa a „béke utolsó napjaiban” hangulatot sugárzó, a valójában utópikus rendszer, az elbeszélő finom iróniája, az erőszak figyelemre méltó hiánya és a barátságos karakterek (még a rossz fiúk is szimpatikusak) teszik a VII. Olivért egyedivé.
Míg az Utas és holdvilág olvasóit kiszámíthatatlan események és furcsa egybeesések tartják feszültség alatt, amelyek eredete gyakran a háttérben rejlik, vagyis a fő történetvonalon kívül esik, addig a VII. Olivérben a szorosan szövött cselekményszerkezet vonzza az olvasó figyelmét, kiderül, hogy a legrosszabb események is jól bevált motívumokból épülnek fel. Végül minden a helyére kerül. Ráadásul a cselekmény összes bonyodalmában Szerb soha nem hagyja figyelmen kívül hősének fejlődését, így az olvasókat a komikus keretek között egy bájos, ha kissé utópisztikus Bildungsromannal jutalmazza. Mindez túl soknak tűnhet ahhoz, hogy kisregénybe csomagolják, Szerb mégis pontosan tudja, milyen stílus illik a száműzetésnek álcázott királyi évéhez, és elbeszélése soha nem hajlik el attól a játékos, könnyű, természetes hangvételtől, amely regényét olyan üdítővé teszi.
A regény idilli hangvétele és első kiadásának (1943) komor történelmi kora épp olyan ellentét, mint Szerb Antal tragikus sorsa és a VII. Olivér szereplőinek boldogulása. Elég megvizsgálni Sandoval, a festő karakterét, aki részben saját kezdeményezése okán, másrészt pedig a nagy átverésen át kapcsolódik a történésekbe.
Sandoval alturiai állampolgár, aki bármikor hajlandó összeesküvésbe bocsátkozni. Amikor az olvasók először találkoznak vele, nyakig elmerül a király elleni összeesküvésben. Szerb elbeszélője azonban gyorsan rámutat, inkább a kaland szeretete, mintsem VII. Olivér elleni bármilyen személyes harag hajtja az összeesküvők közé. Látszólag kifogástalan megjelenésű (vagyona két öltöny és egy örökölt bőrönd), de mindig nehezen keresi a pénzt, minden megbízást el kell vállalnia, egy régi arisztokrata házasságtörő kapcsolatának összezúzásától egy „eredeti” Tizián hamisításán át a hamis személyazonosságig.
Korrupt, mivel bárki megbízhatja, de ezek a munkák soha nem rontják meg a jellemét, és bár végül egyszerre dolgozik Alturia trónbitorlója és az egykori király mellett, soha nem válik szerencsekatonává, kihasználva mindkét oldalt. Sandoval a regény egészében hű marad önmagához, ami Szerb utópikus világában azt jelenti, hogy hűséggel kell kitartani az igazságos ügy mellett. Sandoval nagyrészt önálló kritikai szellemének köszönheti, hogy a cselekményben elékerülő nehéz problémáknak rendre megnyugtató megoldást talál. Lehetetlen nem érezni a keserű iróniát, ha megfigyeljük Sandoval viszonylag könnyed és rendkívül sikeres önmegőrzése és a valós művész közötti, időtlen idők óta létező ellentmondást. Sandoval alakja azonban nem csupán a művész idealizált portréja, sokkal több, mint a bohém autonómiáról szóló vágyálmok fantáziájának puszta kivetítése: legvonzóbb tulajdonsága az esendősége, amelynek fontos szerepe van az intrikák útvesztőjében, és a hamis látszat felismerése, ez jellemzi az egész kisregényben. Csoda akkor, hogy végül igazságosan és irigylésre méltóan jutalmazzák?

### Takács Gábor kritikája[10]
Szerb Antal ebben a művében sem volt képes letagadni más műveit is teljesen átitató műveltségét. Ez nem csak abban nyilvánul meg, hogy hősei arisztokratikusak, vagy hogy milyen kifinomult iróniával és érzékenységgel teremti meg a fiktív ország miliőjét. Szerb hőseinek mondatai, világlátásuk és cselekedeteik is mutatják az intelligenciát. Nem a tolakodó okoskodást, hanem azt a józan gondolkodást, ami ott bujkál Rejtő hőseiben is, csak ott gyakran nehézfejűséggel párosul. A párbeszédeikből süt a világ ismerete, hogy ők bizony nem fognak elveszni, akármerre is kerüljenek – ez persze egy királynál vagy egy szélhámosnál létszükség.
 
Az író ráadásul a szórakoztató alaphelyzetbe képes volt egy nagyon is komoly kérdést belevinni, mégpedig azt, hogy mi a kötelessége az embernek. Olivér a kalandja végére megtanulja – ráadásul pont egy csalótól! – hogy bizony mindenkinek felelőssége van, és ezelől elfuthat, de el nem menekülhet. Egy halász nem lehet király, ahogy mondják, és egy király sem lehet halász. Olivérnek kötelessége van, és ezt ő maga is jól tudja. Szerb Antal itt természetesen nemcsak a királyi felelősségről beszél, hanem mindannyiunk felelősségéről – ahogyan Mihály, az Utas és holdvilág hőse is ráébred a regény végén, hogy bizony kezdeni kellene valamit ezzel a dologgal, amit életnek nevezünk, úgy az ifjú (ex)király is megtalálja célját. Ennek a klasszikus átverés-történetnek a tanulsága éppen az, hogy mindannyiunk életének van valami célja, mindünknek van valamilyen felelőssége, amivel szembe kell néznünk. Ezért lesz a VII. Olivér nemcsak szórakoztató, de elgondolkodtató és maradandó olvasmányélmény is.

## Feldolgozások

### Színház
A kisregényt Szerb Antal írta át politikai bohózattá Ex címen. Ebben a formájában a szerző halála után felesége, Szerb (Lakner) Klára adta közre. Az irodalomtudós szerzőnek komoly vonzódása volt a színdarabokhoz, magához a színészmesterséghez is, hiszen Rákosi Szidi színésziskolájának irodalomtanáraként dolgozott évekig. Az Ex kifinomult intellektuális játék hatalomról, érdekekről, szerepjátszásokról, szélhámosságról. A lehetőségekhez képest még eggyel több csavart is tartalmaz, az embernek erősen dolgoztatja az agyát a nézőtéren ülve. A darab ősbemutatója 1965 májusában volt a Madách Színházban Pártos Géza rendezésében, Gábor Miklós főszereplésével.
1968. március 22-én a veszprémi Petőfi Színház mutatta be Szerb Antal Ex című kétrészes, zenés vígjátékát. A darab zenéjét Lendvay Kamilló szerezte, a rendező Szűcs István volt. A szerepeket Balázs Péter, Végváry Tamás, Dobák Lajos, Dobránszky Zoltán, Kuppán Ferenc, Czeglédy Sándor, Bogotai Tamás, Csomós Mari és Kenderesi Tibor játszotta.
A darabot 1998-ban a Karinthy Színház játszotta Ex – királyi szélhámosság címmel.
2016. december 16-án az Újszínház tűzte műsorára a darabot Ex – Sancho király címmel. A zenés vígjátékot Kerényi Imre rendezte, a zenei betéteket Borhi Miklós, a díszlet és a jelmez Húros Annamária munkája. Főszereplő Fehérvári Péter, további szereplők: Kiss Emma, Dörner György, Tordai Teri, Szakács Tibor, Bátyai Éva és Szarvas Attila.

### Televízió
1969-ben tévéfilmet forgattak a regényből. A rendező Rényi Tamás, a forgatókönyvíró Palásthy György, a zeneszerző Berki Géza, a dramaturg Gárdos Edit volt. A főbb szereplők: Darvas Iván (VII. Olivér), Bárdy György (Mawiras-Tendal őrnagy), Moór Marianna (Ortrud hercegnő és Marcelle), Major Tamás (Saint-Germain gróf), Garas Dezső (Birker báró), Körmendi János (Wermold gróf), Koltai János (Coltor) és Márkus László (Delorme).
2001-ben Pacskovszky József rendező készített újabb tévéfilmet a VII. Olivérből (Duna Televízió Hunnia Filmstúdió). A forgatókönyvet Pacskovszky és Prekop Gabriella írta. A főbb szerepeket Nagy Péter (VII. Olivér), Kerekes Éva (Marcelle), László Zsolt (Sandoval), Sinkó László (Saint-Germain gróf), Haumann Péter (Coltor) és Szarvas József (Mawirus őrnagy) játszotta.

## Kiadások
A felsorolás az Országos közös katalógus és könyvtárközi kölcsönzés adatai alapján készült.
- VII. Olivér, A. H. Redcliff, fordító: Szerb Antal, Budapest: Széchenyi Irodalmi és Művészeti Rt., 1941
- VII. Olivér, illusztráció: Réber László, Budapest, Magvető, 1966, 1982 ISBN 9632718062, 2006 ISBN 9631425088, 2014 ISBN 9631425088
- Oliver VII., fordító: Ita Szent-Iványi, Berlin, Eulenspiegel Verlag, 1972
- Oliwer VII, Antal Szerb, fordító: Krystyna Pisarska, Warszawa, Czytelnik, 1974
- VII. Olivér, Budapest, Holnap Polgár Kiadó, 1996, 1997 ISBN 9633462002
- Oliver VII, fordító: Ita Szent-Iványi, München : Deutscher Taschenbuch Verlag, 2006 ISBN 3423134747[21]
- Oliver VII, fordító: Len Rix, London, Pushkin Press, 2007 ISBN 9781908968395
- VII. Olivér, hangoskönyv, felolvassa Benedek Miklós, [Budapest] : Titis Kft., 2007 ISBN 5999881487190 > ismertető
- Oliver VII, fordító: Chantal Philippe, Paris : Hamy, 2011 ISBN 978-2-87858-500-1
- Oliver VII, fordító: Arpad Vicko, Beograd, Laguna, 2016 ISBN 978-86-521-2234-9
- VII. Olivér, Gyula : Digi-Book Magyarország Kiadó, 2016, mobil ISBN 978-963-398-469-7, epub: ISBN 978-963-398-468-0
- Oliver VII, fordító: Adriano Olivari, 2017 ISBN 978-1545431634